# Søren Larsen (kirurg)
 Der er flere personer med dette navn, se Søren Larsen.
Søren Eskildsen Larsen (født 16. februar 1802 i Kerteminde, død 17. november 1890 på Frederiksberg) var en dansk kirurg. Han var overkirurg på Almindelig Hospital 1843–1863, klinisk lærer og frugtbar forfatter i Ugeskrift for Læger og Hospitalsmeddelelser og satte i sin virksomhed dybe spor i den kirurgiske udvikling i Danmark. Han var far til Sofus Larsen.
Larsen var søn af købmand Hans Larsen og Cecilie Borch f. Clausen. Dimitteret 1822 fra Odense Katedralskole studerede han kirurgi og tog 1828 kirurgisk eksamen ved Kirurgisk Akademi med udmærkelse efter allerede fra 1826 at have fungeret som kirurgisk kandidat ved Almindelig Hospital under Rasmus Samuel Thal. I de unge, fremskridtsivrige lægeselskab «Filiatriens» stiftelse 1829 tog han virksom del og var derefter en af selskabets solide støtter. Samme år fik han det hædrende mandat at være «docerende Kandidat» ved Akademiet, 1836 fik han en fuldt officiel lærerstilling derved ved sin udnævnelse til reservekirurg, i det han samtidig blev reservekirurg ved Frederiks Hospital, hvor han under Gundelach Møllers auspicier således fuldendte sin kirurgiske uddannelse. Studierejser til udlandet foretog han ikke, det var ham nok hjemme at studere fremmede kirurgers værker. Med benyttelse heraf, men navnlig på grundlag af sine egne voksende erfaringer nåede han hurtig til bestemte standpunkter over for foreliggende kirurgiske spørgsmål. Den selvstændighed i opfattelsen, der bestandig prægede ham som kirurg, gjorde ham i særlig grad til en repræsentant for en national dansk kirurgi, da han ved Thals afgang i 1843 erholdt en ledende stilling i sit fag som overkirurg på Almindeligt Hospital, som klinisk lærer og tillige som frugtbar forfatter.
Det var på det rette tidspunkt, netop da han havde nået sin videnskabelige modenhed og i alle henseender stod fuldt rustet, at han opnåede denne fremskudte stilling, og han satte i sin følgende virksomhed dybe spor i vor kirurgiske udvikling. Med ham holdt den fuldt videnskabelige kirurgi sit indtog i fattigvæsenets hospital; Thai havde med hele sin dygtighed og operative virtuositet dog nærmest kun repræsenteret den mere håndværksmæssige. Den nye, af Larsen indledede æra åbenbarede sig hurtig i de udmærkede kliniske foredrag, han regelmæssig holdt og offentliggjorde i Ugeskrift for Læger. Talrige større afhandlinger, alle uden overflødig lærdom, men meget instruktive ved deres afgjort praktiske tendens og deres sikre hold i egne selvstændige erfaringer, fremkom ligeledes fra hans hånd i tidsskrifterne, og navnlig var han, da 1848 Hospitalsmeddelelser begyndte at udkomme, udgivne af hospitalernes overlæger, en af de flittigste og mest skattede bidragydere dertil. Også i operativ henseende betegnede hans ansættelse et yderligere væsentligt fremskridt. Ikke blot konstruerede han flere nye instrumenter, der bære hans navn og have vundet almindelig indgang i den operative kirurgi, men hans aldrig svigtende sikkerhed i optræden, hans store tekniske færdighed og praktiske snarrådighed i forbindelse med den mest anspændte omhu gav ham hurtig ry som en operatør af allerførste rang. Ganske særlig kom disse egenskaber til syne i de vanskelige, såkaldte plastiske operationer, med hensyn til hvilke han vel havde modtaget Impulser fra den berømte berlinerkirurg Johann Friedrich Dieffenbach, men dog også her med bevarelse af sit selvstændige standpunkt. Det samme gælder om en anden vigtig og ligefrem livreddende operation, som indførtes af ham nærmest efter franske Impulser, men endnu på et tidspunkt, hvor den ingensteds havde vundet borgerret. Det var trakeotomien ved strubehoste, og medens denne operation efter at have vundet indgang i udlandet oftest kun gav mindre gode resultater, havde Larsen i en overordentlig grad held med sig, ligesom overhovedet de for operative indgreb skæbnesvangre sårsygdomme, der stadig hærgede udenlandske hospitaler og også det danske Frederiks Hospital, aldrig vandt synderlig indpas i hans afdeling. Den mest banebrydende opfindelse på kirurgiens område i Larsens tid, anvendelsen af æter og kloroform som bedøvende middel under operationer, optoges af ham øjeblikkelig efter fremkomsten i udlandet – hvad der ikke alene udtrykte hans fremskridtsiver, men også hans altid lige levende humane følelse og varme deltagelse for sine patienter.
Ved siden af hans omfattende hospitalsvirksomhed lagde konsultationspraksis og et stort huslægeklientel mellem høje og lave i bestandig højere grad beslag på hans tid og arbejdskraft. Med den yderste samvittighedsfuldhed varetog han al sin gerning, altid var han optagen, og aldrig undte han sig ferie. Skønt efter sin videnskabelige udvikling kun kirurg, var han også ved medicinske sygdomme en meget søgt hjælper, og hans tillidvækkende personlige egenskaber, hans milde værdighed, humane finfølelse, praktiske blik og urokkelige sikkerhed i al handlen ved sygesengen gjorde ham til en særdeles skattet huslæge. At den videnskabelige side i hans gerning efterhånden måtte lide under en sådan umådelig optagethed, er en selvfølge. Med ophøret af «Hospitalsmeddelelser» ophører i det væsentlige hans kirurgiske forfatterskab, og han var i den følgende tid næppe i stand til som hidtil at følge årvågent med i sit fags hele fortsatte udvikling. Det var derfor sikkert også vel betænkt, at han ved nedlæggelsen af den kirurgiske afdeling på Almindelig Hospital og overflyttelsen til det nye Kommunehospital, skønt endnu i besiddelse af væsentlig usvækket arbejdskraft, trådte tilbage fra sin hospitalsstilling (1863), i hvilken anledning han, der 1837 havde fået titlen af regimentskirurg, 1847 professortitlen, udnævntes til etatsråd. 1853 blev han Ridder af Dannebrog og 1882 Dannebrogsmand. Ved Lunds Universitets jubelfest i 1868 erholdt han diplomet som æresdoktor i anerkendelse af de store klinisk-kirurgiske fortjenester, han havde indlagt sig, og som i øvrigt også vare komne talrige hospiterende lundensiske studerende til gode.
Efter fratrædelsen fra hospitalet kunne han ofre alle sine kræfter på sin konsultations- og huslægepraksis, og den varetog han endnu i en lang årrække med uformindsket nidkærhed, og uden at alderens mærker trådte kendelig frem i hans hele optræden og ydre personlighed. Sin hele ranke, imponerende holdning bevarede han fuldt endnu efter sit fyldte 80. år. Endelig begyndte dog alderen at gøre sin ret gældende, og efter længere tids svageligheds- og affældighedstilfælde døde han 17. november 1890. I 1835 havde han ægtet Sophia Albertina Matzen (d. 17. marts 1895), datter af handelsbogholder Johan Eberhard Matzen. Han er begravet på Assistens Kirkegård.
Han fik i alt 14 børn, heriblandt Skagens senere borgmesterfrue, Alba Schwartz (1852-1942), hustru til Otto Schwartz.